# Jaan Kirsipuu
Jaan Kirsipuu, estonski kolesar, * 17. julij 1969, Tartu, Estonija.
Kirsipuu je upokojeni profesionalni kolesar, ki je v svoji karieri tekmoval za ekipe Chazal-Vanille et Mûre, Crédit Agricole, LeTua Cycling Team in CKT TMIT–Champion System. Nastopil je na poletnih olimpijskih igrah v letih 1996, 2000 in 2004, najboljšo uvrstitev je dosegel leta 2000 s sedemnajstim mestom na cestni dirki. Na Dirki po Franciji je dosegel štiri etapne zmage v letih 1999, 2001, 2002 in 2004, na Dirki po Španiji pa je edino etapno zmago dosegel leta 1998. Leta 2002 je zmagal na dirki Kuurne–Bruselj–Kuurne. Petkrat je postal estonski državni prvak na cestni dirki in devetkrat v kronometru. Po končani karieri deluje kot športni direktor pri ekipah Rietumu Banka–Riga, Astana in od leta 2020 Tartu2024–BalticChainCycling.com. 